# Ярмарковий провулок (Київ)
Ярмарковий провулок — зниклий провулок, що існував в Дніпровському районі (на той час — Дарницькому районі) міста Києва, місцевість Микільська Слобідка. Пролягала від вулиці Фонвізіна до Лівобережної вулиці.

## Історія
Провулок виник у 1-й чверті ХХ століття, під такою ж назвою.
Ліквідований 1971 року у зв'язку зі знесенням старої забудови.